# Violaine De Filippis Abate
Violaine De Filippis Abate, née le 28 décembre 1988, est une avocate, chroniqueuse et militante féministe. Qualifiée par l'université Panthéon-Sorbonne d'une des « figures actuelles » du féminisme français, elle tient aussi une chronique écrite hebdomadaire. En 2023, son premier livre Classées sans suite est classé dans le top 10 des essais féministes par les Inrocks.

## Biographie

### Formation et vie privée
Violaine De Filippis Abate grandit à Villefranche-sur-Saône, citant sa mère comme modèle de femme indépendante. Elle fait ses études de droit à Lyon et à Bordeaux en bénéficiant d'une bourse sur critères sociaux et obtient son diplôme d'avocate à l'âge de 24 ans. Elle a une fille mais reste discrète sur sa vie privée. Lorsqu'on lui demande avec quelle personnalité elle aimerait passer une soirée, elle répond avec humour : «Jean-Baptiste de Lamarck et pas que la soirée » . Elle reprend ses études de philosophie en 2021.

### Parcours militant
Elle décrit son féminisme comme un alignement intérieur et confie avoir été victime d'un viol pendant ses études de droit par un ex petit-ami : « mon militantisme a été déclenché par la survie. Une fois la période de survie dépassée, il transforme votre vie et peut vous faire prendre des virages inattendus ». Elle cite Gisèle Halimi comme sa source principale d'inspiration.
Elle s'investit dès 2015 à Bordeaux, où elle rejoint des associations de terrain en mettant en place des permanences juridiques gratuites pour aider les femmes victimes de violences. Elle œuvre aussi à la diffusion d'outils pour favoriser l'entrepreneuriat des femmes et leur indépendance économique.
En 2021, elle s'inscrit au Barreau de Paris. Porte-parole de l'association Osez le féminisme ! de 2022 à 2024, elle cofonde l'association action juridique féministe en 2024 qui propose une permanence hebdomadaire gratuite à destination des femmes victimes de violences en partenariat avec la maison de la vie associative de Paris. L'association travaille également sur des sujets de plaidoyer auprès des médias et des parlementaires. Lors d'un débat avec la journaliste Apolline de Malherbe, elle déclare « mon métier c'est aussi faire prendre conscience à l'opinion publique qu'il y a des problèmes aujourd'hui qui ne sont pas résolus» .

## Procès médiatisés
Son premier procès médiatique est celui contre les producteurs du spectacle Miss France en 2021, visant à obtenir un salaire pour les candidates du spectacle,, et la suppression des critères discriminants. À la suite de cette action, la production annonce un contrat de travail, ainsi que la suppression de la plupart des critères. En 2023, elle fait condamner TF1 et Endemol pour avoir diffusé des vidéos de deux candidates seins nus, sans leur consentement. Grâce à la suppression du critère d'âge, en 2025, Angélique Angarni-Filopon est élue à 34 ans, suscitant une vague de harcèlement en ligne.
En 2022, elle défend l'association MaMaMa contre la mairie de Saint-Denis et l'ancien député Mathieu Hanotin, qui les menace d'expulsion. Les médias relaient l'action, en pointant la dangerosité que représenterait cette expulsion pour des dizaines de milliers de femmes en situation de précarité et leurs enfants. Par décision rendue en 2023, Libération relaie la décision obtenue par l'avocate, qui obtient le droit de rester sur les lieux pendant un délai d'un an et sans payer de loyer.
En 2025, elle défend le collectif nouvelle vague contre la mairie de Villefranche sur Saône et l'association de l'Interclasse des conscrits qui organise la fête principale de la commune, exigeant que les femmes puissent elles aussi y participer entièrement.

## Prises de position et travaux féministes

### Investigations obligatoires en cas de plainte et spécialisation des juridictions
Elle dénonce régulièrement les carences du système judiciaire dans l'accueil et la prise en charge des femmes victimes de violences physiques ou sexuelles et demande que des actes d'enquêtes soient obligatoirement réalisés lorsqu'une femme vient déposer plainte. Elle milite ainsi également pour la création de juridictions spécialisées permettant de lutter contre les violences faites aux femmes.

### Création d'une charte constitutionnelle pour l'égalité femmes-hommes
Elle milite pour une charte portant sur l’égalité femmes-hommes, qui, au même titre que la charte de l’environnement, serait intégrée au bloc de constitutionnalité en préambule de la Constitution de 1958.

### Lutte contre l'extrême droite
Elle s'oppose régulièrement à l'extrême droite et ses relais comme le journal Valeurs actuelles. Lors des élections législatives de l'été 2024, elle s'engage activement contre le Rassemblement national et appelle à la mobilisation : « Je pense qu’aujourd’hui, encore plus qu’à un autre moment, c’est important de se mobiliser, que ce soit sur le terrain, dans les manifestations mais aussi sur les réseaux sociaux, qui sont un vecteur de transmission d’informations extrêmement puissant (...) La vision du RN des femmes (…) c’est la femme au foyer, économiquement dépendante du conjoint, c’est la bonne française qui va faire beaucoup d’enfants. ». Après les résultats des législatives, elle pointe le manque de femmes élues.

### Suppression du délai de carence en cas d'arrêt maladie
Violaine De Filippis Abate milite pour l'introduction d'un droit à arrêt maladie sans délai de carence, pour tous les salariés, femmes et hommes, permettant ainsi aux femmes de s'arrêter en cas de règles trop douloureuses, sans être discriminées par la création spécifique d'un congé menstruel.

### Lutte contre la culture sexiste et le continuum des violences
En mars 2023, plusieurs journaux réagissent après sa prise de parole sur le caractère systémique des féminicides : l'avocate pointe le rôle de la culture judéo-chrétienne dans le sexisme ordinaire, qui conduit parfois jusqu'au féminicide ; expliquant que les violences faites aux femmes existaient bien avant les phénomènes d'immigration,. Valérie Pécresse menace de couper une subvention à l'association Osez le féminisme ! à la suite de cette prise de parole.

### Laïcité
Elle considère que toutes les religions ont été interprétées de manière oppressive pour les femmes et considère que la justice reste fermement ancrée dans une culture sexiste héritée entre autres des interprétations religieuses.

### Réforme de l'index éga-pro
Elle collabore avec la députée féministe Albane Gaillot, et rédige notamment une proposition de loi en faveur d'une réforme de l'index éga-pro.

## Chroniqueuse
Elle tient une chronique écrite hebdomadaire pour l'Humanité depuis 2022.
En septembre 2023, son premier essai Classées sans suites paraît aux éditions Payot et bénéficie d'un bon accueil de la critique journalistique, notamment de la part de Causette, du Parisien, Les Inrockset de 20 Minutes. Les Inrocks classent le livre dans le top 10 des meilleurs essais féministes de l'année 2023.
Depuis 2024, elle coréalise la chronique éponyme Violaine Dégaine avec le journal L'Humanité.

## Publications et colloques
- La Chronique féministe[55], L'Humanité, 2022 à aujourd'hui.
- Harcèlement moral et sexuel dans la recherche : Définir et s’informer pour mieux agir, Colloque, CNRS et Université de Nanterre, 2024[56]
- Le congé menstruel[57], Dalloz, Revue de droit du travail, ISSN 1951-0152, 2024.
- Classées sans suites, Payot et Rivages, 2023.
- Où en sommes-nous dans l'application réelle des droits des femmes ? Colloque, La Sorbonne, 2022[58]